# 내외동
내외동(內外洞)은 대한민국 경상남도 김해시의 행정동이다.

## 연혁

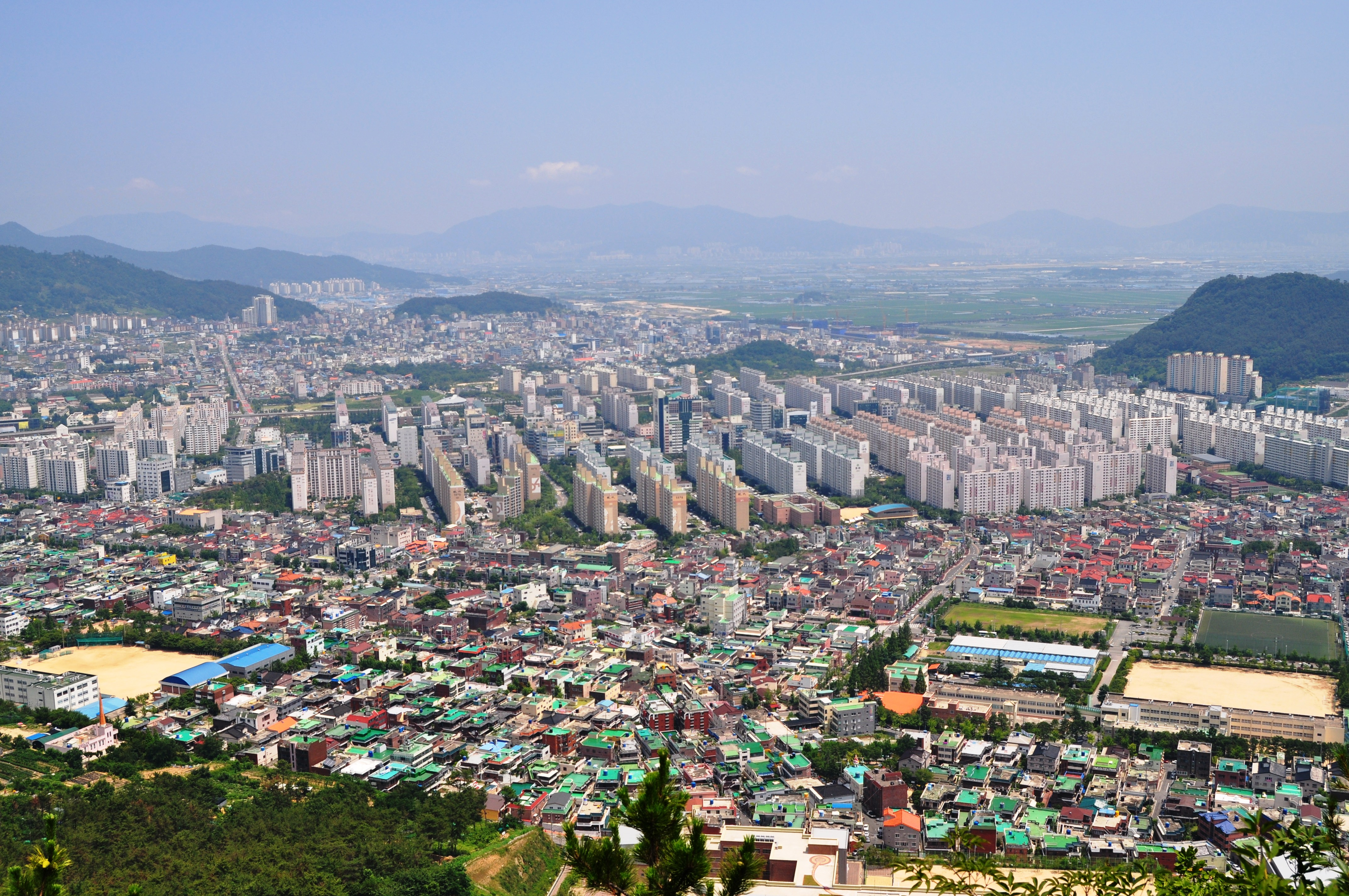
경운산에서 내려다 본 내외동

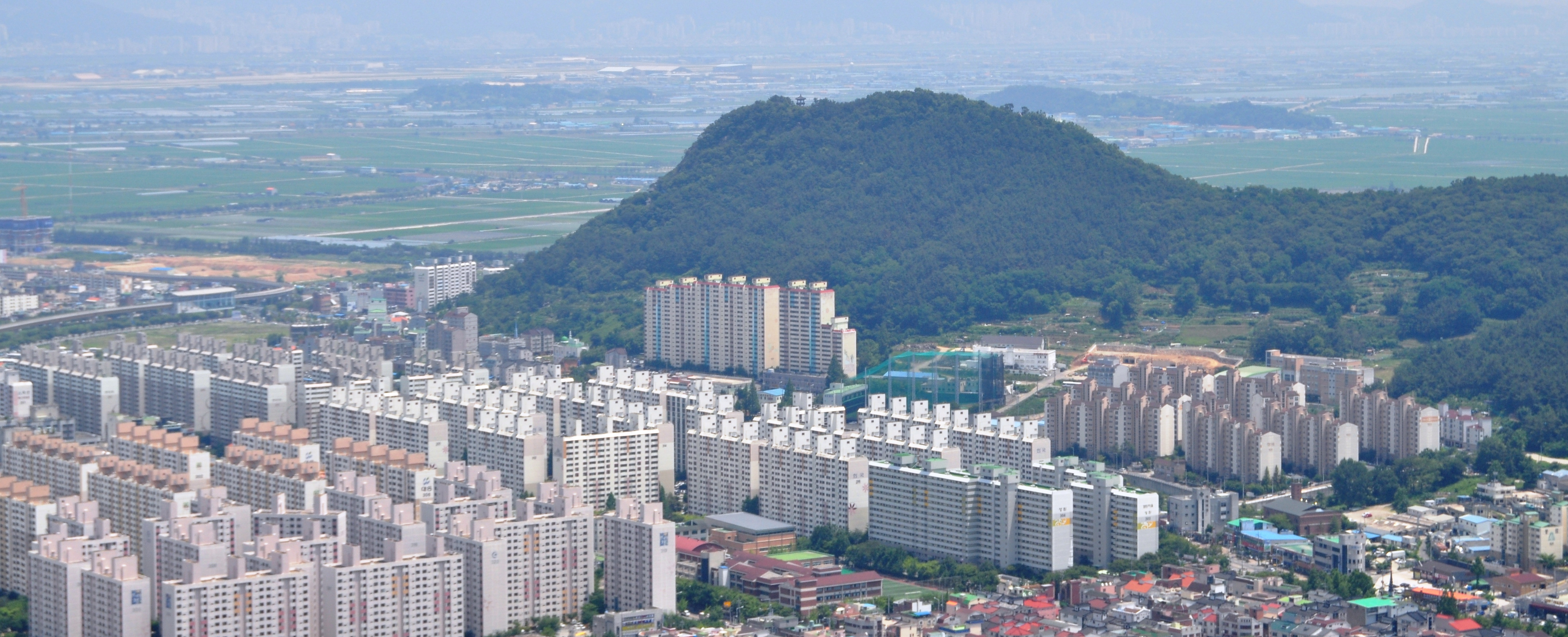
임호산

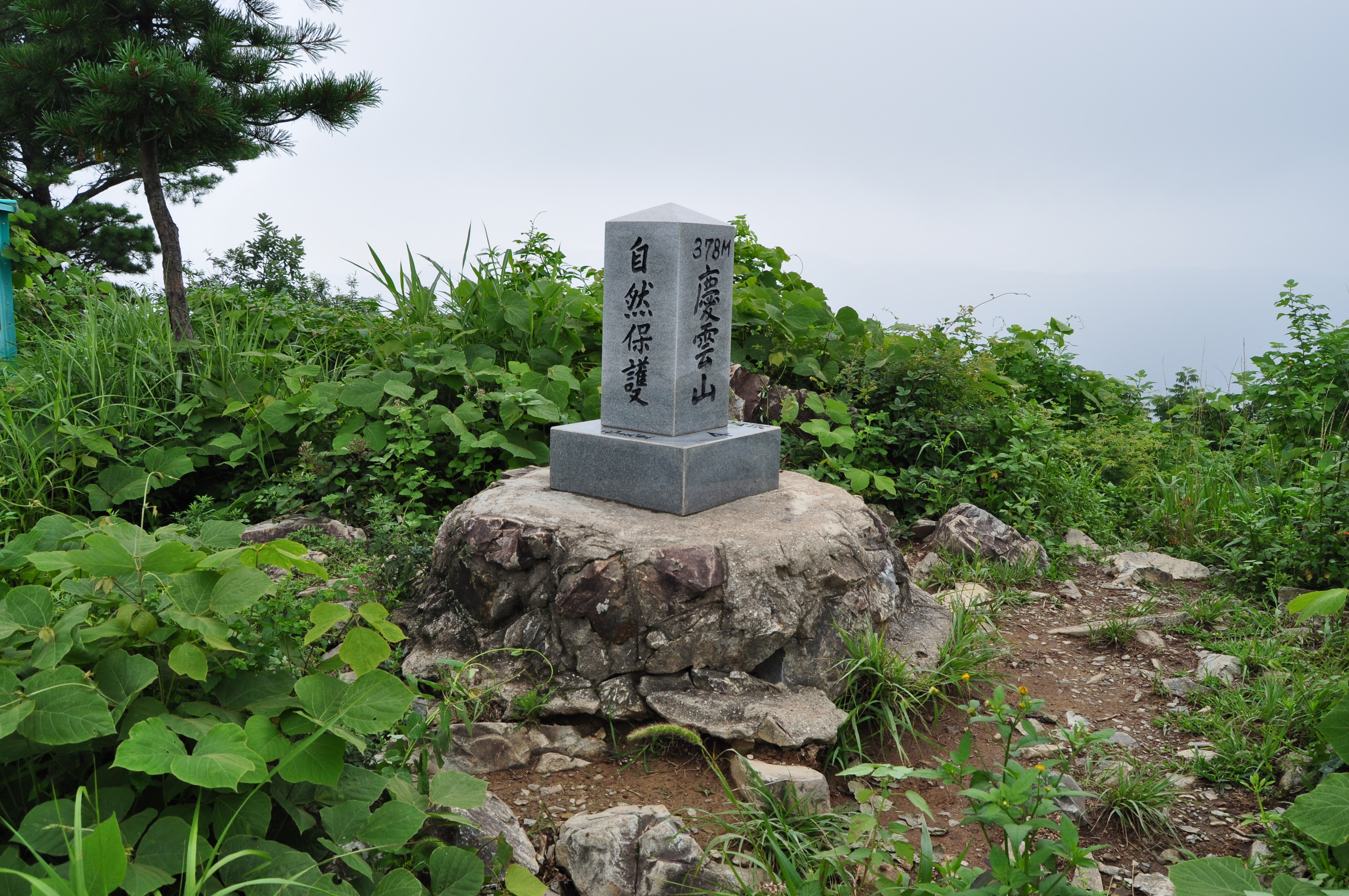
경운산 (해발 378미터)

내외동은 경운산 기슭을 중심으로 북쪽 마을을 내리, 바깥쪽 마을을 외리로 불러 오다 1914년 내리를 내동리, 외리는 봉곡리와 병합하여 외동리로 불러 왔으며 1931년 김해면이 김해읍으로 승격되면서 다시 내리와 외리로 법정리 명칭이 부여되었으며 1947년에는 내동과 외동으로 개칭되어 오다 1981년 7월 1일 김해읍이 김해시로 승되면서 김해시 동명칭 변경확정 및 동장정수 조례(김해시조례 제98호)에 따라 행정동으로 내외동이 되어 현재에 이르고 있음.
- 1895년 - 김해군 우부면 내리, 외리
- 1914년 - 김해군 우부면 내동리, 외동리
- 1919년 7월 - 김해군 김해면 내리, 외리
- 1931년 11월 1일 - 김해군 김해읍 내리, 외리
- 1947년 6월 25일 - 김해군 김해읍 내동, 외동
- 1981년 7월 1일 - 김해시 내외동
- 1998년 1월 1일 - 현 청사 개청
- 2003년 10월 14일 - 내외동주민자치센터 개소
- 2007년 9월 1일 - 내외동 주민센터로 명칭 변경
- 2017년 7월 28일 - 내외동 행정복지센터로 명칭 변경

## 마을 유래
- 내동
  - 우암 (牛岩) : 쇠바위(金岩)가 소바위로 바뀐 곳으로 지금의 8통지역임
  - 경운산 (慶雲山) : 옛날 운첨산(雲站山), 조선초기까지 운첨사(雲站寺)가 있었다. 김해읍지에 김일손이 운첨사의 승 지집에게 보낸 글이 실려 있다. 해발 378m로 산위에는 체육시설이 설치되어 있어 많은 사람이 산행을 즐기고 있음
  - 수인사(修仁寺) : 운첨사의 옛터에 경운재(慶雲齋)가 있다가 1956년 수인사를 세웠는데 5층석탑이 있음
  - 경원교(慶原橋) : 대성동과 연결되는 다리로 1965년 준공했다, 이 다리에서 대성동 3거리까지의 길을 구지로(龜旨路)라고 불린다.
  - 내동 지석묘(內洞支石墓) : 경운산록에 있는 유적으로 1976년 발굴됨. 기원전 3~4세기경 주거지로 세형동검, 무문토기 조각, 홍구조각, 석제방수차, 흥구대 등이 출토되었으며 지금은 국립김해박물관에 보존되어 있음
  - 신지(新池) : 신못이라 하며 옛날 늪이었는데 확장하여 저수지로 쓰다 지금은 연지공원으로 조성되었음
  - 평지(坪地)마을 : 평전마을이라고 하며, 옛날 평전리로 지금의 연지공원 위에 있었음
- 외동
  - 외동(外洞) : 옛날 거인리로 마을 앞 정자나무인 은행은 경상남도에서 나무 대신 보호수로 지정되어있음(현소재지 외동 696-7번지 은하공원 내(동성아파트 앞), 수령 500년, 높이 18m, 둘레 5.2m)
  - 굴바위 : 경운산에 있는 흔들바위임
  - 거북산 : 외동 서쪽의 거북모양으로 생긴 산임
  - 대밑골 : 거북산과 함박산 사이의 골짜기
  - 외동고개 : 명선지(名仙池)고개라 하고 주촌면과 경계가 됨
  - 지목길 : 흥동과 경계이며 함박산에서 내려오는 골짜기
  - 모유정(慕裕亭) : 중종 때 전라우수사를 지낸 유용(柳墉)이 기북정을 지었는데 순조 5년(1805) 거인리로 옮기고 지금은 미식재(未息齎)의 현판이 걸려 있음
  - 봉곡(鳳谷) : 나비가 춤추는 모양의 지형 때문에 무접(舞蝶)이라고 부른다. 고종 초 정현석 부사가 중국 남경의 금릉의 경승을 본받아 임호산(林虎山)을 봉명산(鳳鳴山)이라고 하고 이 마을을 봉곡리라고 고쳤다가 1914년 외동리에 병합되었음
  - 줄띠 : 임호산에서 내려오는 개울로 줄띠라는 풀이 많이 자생였기 때문에 생긴 이름
  - 화티바위 : 무접마을 뒤에 있는 바위로 화투모양으로 생김

## 주요 시설

### 교육 기관
- 내동초등학교
- 내동중학교
- 우암초등학교
- 경운초등학교
- 외동초등학교
- 가야초등학교
- 임호초등학교
- 봉명초등학교
- 경운중학교
- 봉명중학교
- 임호중학교
- 김해경원고등학교
- 김해생명과학고등학교
- 김해가야고등학교

### 편의
- 휴앤락몰 (내동)
  - CGV 김해
- 홈플러스 김해점 (내동)
- 김해 문화의전당 (내동)

### 주거

#### 아파트
| 단지명              | 건설사                               | 시행사                      | 주소           | 입주        | 비고 |
| ------------------- | ------------------------------------ | --------------------------- | -------------- | ----------- | ---- |
| 연지마을 대우       | 대우건설                             | ㈜대우 건설부문             | 내외중앙로 121 | 1994년 9월  |      |
| 연지공원 푸르지오   | 대우건설                             | 한국자산신탁 ㈜엠디엠플러스 | 금관대로 1407  | 2022년 2월  |      |
| 경원마을 동아2차    | 공영토건㈜                           | 공영토건㈜                  |                | 1998년 6월  |      |
| 대동한마음타운      | 대동주택㈜                           | 대동주택㈜                  |                | 1995년 11월 |      |
| 덕산베스트타운      | 덕산건설㈜                           | 덕산건설㈜                  |                | 1997년 2월  |      |
| 내외뜨란채          | ㈜신일건업 동신개발㈜ 동성종합건설㈜ | 대한주택공사                |                | 1996년 8월  |      |
| 외동 일동한신       | ㈜일동                               | 한신공영                    |                | 1999년 12월 |      |
| 한솔빌리지          | ㈜장백건설 ㈜한솔                    |                             |                | 2004년 6월  |      |
| 외동 쌍용스윗닷홈   | 쌍용건설                             | ㈜송보건설                  |                | 2005년 7월  |      |
| 외동 쌍용더플래티넘 | 쌍용건설                             | 김해외동 지역주택조합       |                | 2020년 10월 |      |
외동
- ㈜협성 김해 외동 협성엘리시안 : 2019년 2월 입주.